# Kasteel van La Seilleraye
Het Kasteel van La Seilleraye (Frans: Château de la Seilleraye) is een kasteel in de Franse gemeente Carquefou. Het kasteel is een beschermd historisch monument sinds 1994.
Het kasteel gaat terug op een middeleeuwse burcht met een donjon. In 1540 kwam het kasteel in het bezit van de familie d’Harouys. Guillaume d’Harouys liet in 1671 een nieuw kasteel bouwen naar plannen van architect Jacques Caris. Madame de Sévigné (1626-1696), beroemd briefschrijfster en een verwante van de familie, verbleef regelmatig op het kasteel. Het kasteel van La Seilleraye onderging nog verschillende veranderingen in de loop van de 18e eeuw. Aan het begin van de 19e eeuw werd het kasteelpark aangelegd.
In 1940 werd het kasteel opgevorderd door het Duitse leger en drie jaar later werd het opgevorderd om te dienen als ziekenhuis, nadat het hospitaal van Nantes bij een luchtbombardement zwaar was beschadigd. In 1974 werd er in het kasteelpark een modern bijgebouw van het ziekenhuis opgetrokken. Het kasteel van La Seilleraye werd gerestaureerd in 2011 en werd daarbij opgedeeld in privéappartementen.

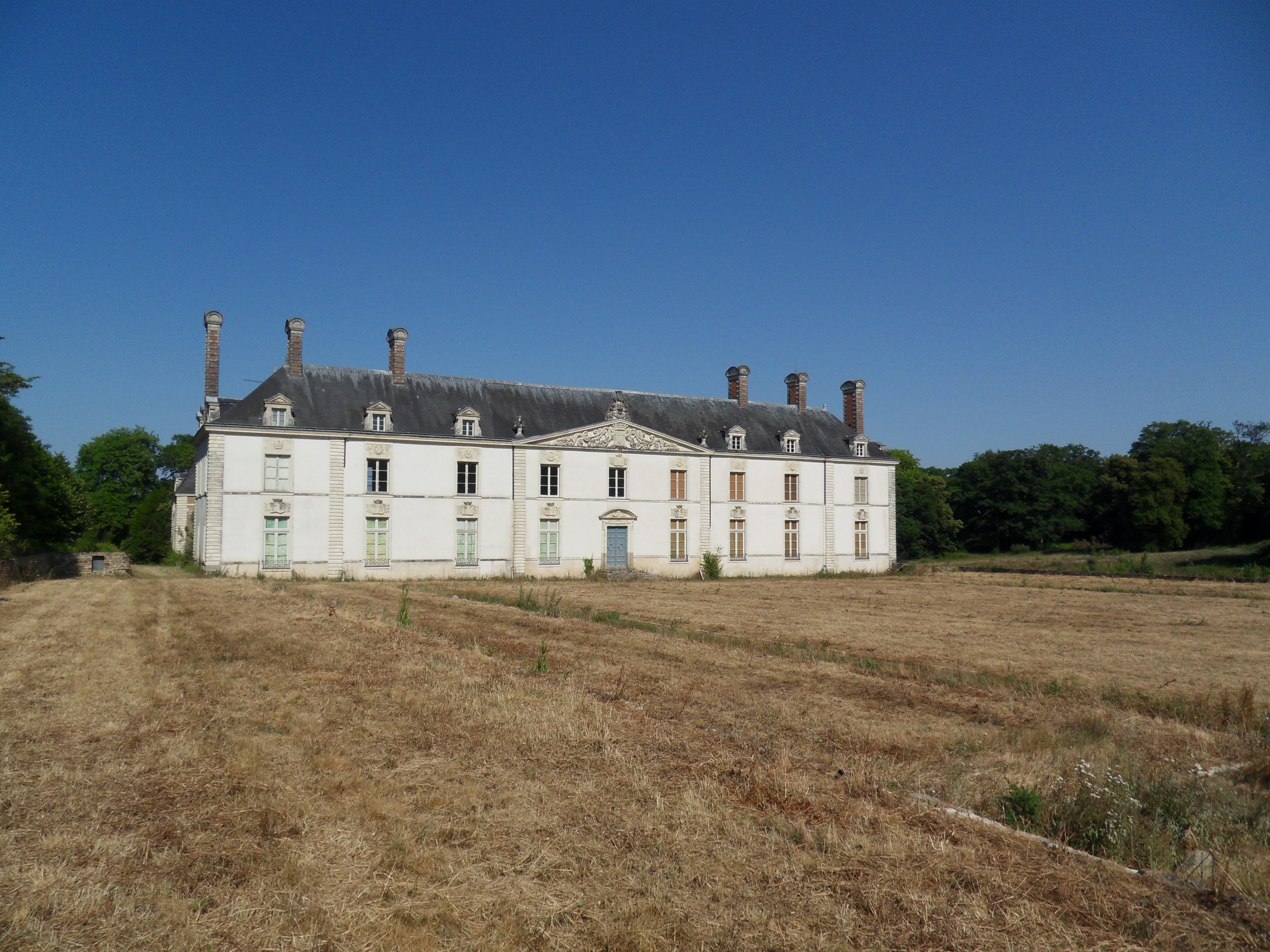
Achterzijde van het kasteel